# لغة المجاملة
لغة المجاملة هي فعل من أفعال الكلام الذي يلبي احتياجات الوجه الإيجابية. الوجه الإيجابي، بحسب براون وليفينسون، هي "الصورة الذاتية الإيجابية للشخص أو" الشخصية " وتتضمن رغبة الشخص الكامنة من الآخرين في تقدير صورته الذاتية وتوكيدها. تدرس العديد من الدراسات اللغوية لغة المجاملة المتعلقة بنوع الجنس نظرًا للاختلافات الملحوظة في موضوع المجاملة، والشهادة، والاستجابة اعتمادًا على جنس المتحدث بالإضافة إلى جنس المرسل إليه. يستخدم المحللون هذه الدراسات لإظهار نظرياتهم حول الاختلافات الكامنة بين الجنسين والتأثير المجتمعي للأدوار الجندرية المتعلقة بالجنسين. 

## المجاملات مع نفس الجنس
يبدو أن أنماط المجاملة مختلفة تمامًا عندما يكون المجامَل والمُجامِل هما من نفس الجنس عنهما عندما يكونان مختلفين، ولا تزال الاختلافات بين الذكور والإناث تنشأ حتى ضمن التفاعلات بين الجنسين. في بيانات أحد البحوث من نيوزيلندا،  لوحظ أن النساء يملن إلى مجاملة بعضهن البعض بشكل أكثر تكرارا من الرجال بين بعضهم البعض. تنعكس هذه الإحصائية في مزيد من البيانات التي أظهرت أن النساء قد بادرن بثلثي المجاملات وإستقبلن ثلاثة أرباع من الردود على تلك المجاملات. تشكل المجاملات بين الرجال مجرد تسعة 9 في المئة من البيانات. لوحظت أنماط مماثلة في دراسات متحدثي اللغة الإنجليزية من مناطق أخرى أيضًا. 
في الخطاب المكتوب أيضًا، نشأت مثل هذه الأنماط، حيث تميل النساء إلى مجاملة النساء الأخريات في كثير من الأحيان أكثر من الإطراء على الرجال، وفي كثير من الأحيان أكثر من إطراء الرجال على بعضهم البعض أو على النساء. في أحد الدراسات،  بلغ عدد المجاملات بين النساء تقريبا 250 مجاملة، في حين المجاملات بين الرجال لم تصل حتى خمسين 50 مجاملة. 
تقترح جانيت هولمز Janet Holmes  أن التعارض في لغة المجاملة للذكور والإناث قد يكون بسبب الاختلافات في تصوراتهم فيما يتعلق بالغرض من المجاملات. الفرضية تقول بأن النساء يستخدمن الإطراء لبناء الانتماءات أو ماقد يوصف بأنه حلقة وصل بينهم وبين المتحدثين، بينما يستخدم الرجال الثناء لصنع أحكام تقييمية. تعزو دبرا تانين Deborah Tannen  السلوك اللغوي للإناث إلى غرض بناء علاقة بينهم وبين الآخرين عن طريق استخدام المجاملات كوسيلة لذلك. وبناء على هذه الفرضية فإن النساء يستخدمن لغة المجاملة لتوطيد العلاقات مع بعضهن البعض ولذلك نرى بأن تعزيز الانتماءات يتجلى في مجتمع النساء بشكل واضح وقوي عنه في أي مجتمعات أخرى. 
حسب ماتشير إليه دراسة هولمز فإن هناك أربع أصعدة تنصب عليها لغة المجاملة وهي: المظهر، القدرة والأداء، الممتلكات، أو الشخصية. في بيانات الدراسة النيوزيلندية،  يتبين أن النساء يميلن إلى مجاملة بعضهن البعض على أساس المظهر في أغلب الأحيان. في حين أن 61 في المائة من المجاملات بين النساء تستند على المظهر، نجد أن قلة من الرجال من يركز على الإطراء على المظهر المتعلق بالجنسين حيث بلغت نسبتهم 36 بالمائة فقط. بالإضافة إلى ذلك، 22 في المائة فقط من المجاملات على المظهر خصصها الرجال لبعضهم البعض. 
وجدت الباحثة هولمز أن الرجال ركزوا على مجاملة بعضهم البعض على أساس الممتلكات أكثر من مجاملات النساء على أساس الممتلكات. فنادراً ما أثنى الرجال على بعضهم البعض بناءً على المظهر في كل من البيانات النيوزيلندية والأمريكية، لكن في البيانات الأمريكية بدا أن المجاملات بناءً على المظهر كانت أقل شيوعًا بين الرجال من النساء مقارنة بالبيانات النيوزيلندية.
أيضا في البيانات النيوزيلندية،  لوحظ تباين واضح بين الجنسين من متحدثي اللغة الإنجليزية. حيث استخدمت النساء إسلوبا إعتمد على الدهشة بعد كلمة «ياله» مصحوبة بعبارة إسمية مثل «ياله [عبارة اسمية]!» (كما هو الحال في «يا له من قميص جميل!») أكثر من الرجال، في حين استخدم الرجال نمطًا بسيطًا للغاية وهو عبارة عن مزيج من الصفات متبوعة بمسميات «[صفة] +[عبارة اسمية]» (كما في، «سيارة جميلة.»). وبالتالي، فليس من المستغرب أن تكون المجاملات بين الرجال لا تشمل إسلوب الدهشة النسائي «ياله [عبارة اسمية]!». في بيانات اللغة الإنجليزية الأمريكية،  استخدم النساء إسلوب التوكيد في المجاملة المسبوق ب«أنا» مثل: «أنا أحب...» بدلاً من «أحب...» وكان هذا النمط أكثر شيوعًا عندما كانت المرأة تمتدح النساء الأخريات مثل «أنا أحب فستانك» " I like your dress ". استخدمت النساء أيضًا العبارات التوكيدية مثل «حقًا» و «جدًا» في مجاملاتهن أكثر من الرجال، واستخدمت النساء هذه التوكيدات بالخصوص عند الإطراء على النساء الأخريات. 
ولأن اختلاف الثقافة يؤدي إلى اختلاف إسلوب المجاملة عند الجنسين، فقد أشارت دراسة للمتحدثين باللغة الماندرينية في كونمينغ، الصين  إلى أن الرجال يميلون إلى استخدام المجاملات الضمنية أو الغير واضحة أكثر من النساء، بينما تميل النساء إلى تقديم تفسيرات ومبررات لمديحهن. وجدت دراسة أخرى للناطقين بالصينية  نتائج مماثلة. ففي تلك الدراسة 80.5 في المائة من النساء إخترن تقديم إطراءات صريحة لنساء أخريات، بينما كانت 57.2 في المائة من المجاملات التي قدمها الذ كور لبعضهم البعض واضحة. وعلى العكس، استخدم الرجال الثناء الضمني للرجال الآخرين بنسبة 9.5 في المائة، بينما استخدمن النساء الثناء الضمني للنساء الأخريات بنسبة 2.3 في المائة. نجد بأن 28.5 في المئة من الرجال لم يردوا على تلك المجاملات، في حين أن نسبة ضئيلة من النساء تمثلت ب 12.8 في المئة لم يردوا على المجاملات. 